# Takelot III
Takelot III (... – 759 a.C. circa) è stato un Primo Profeta di Amon ed un faraone della XXIII dinastia egizia.

## Biografia
Prima di divenire faraone, ricoprì per qualche tempo l'incarico di Primo Profeta di Amon nel tempio di Karnak. Successivamente divenne coreggente del padre Osorkon III ed infine faraone, anche se rimase al potere per pochi anni.

Degli avvenimenti legati al suo regno non sappiamo nulla. L'associazione con lo Psammus delle liste manetoniane (Sesto Africano ed Eusebio di Cesarea) è una pura congettura basata solamente sul numero di anni di regno.
Due figli di Takelot, Osorkon F e Djedptahiefankh, ricoprirono la carica di Primo Profeta di Amon dopo il padre, anche se il potere effettivo nella regione era ormai nelle mani della Divina Sposa di Amon Shepenupet I, sorella di Takelot III. Il successore al trono di Takelot fu il fratello più giovane, Rudamon.

## Titolatura
| G5 |

| G5 |

| M14 | N19 |

| M14 | N19 |

| M14 | N19 |

| M14 | N19 |

| M14 | N19 |

| M14 | N19 |

| M14 | N19 |

| M14 | N19 |

| G16 |

| G16 |

| M14 | N19 |

| M14 | N19 |

| G8 |

| G8 |

| M14 | N19 |

| M14 | N19 |

| M23 · X1 | L2 · X1 |

| M23 · X1 | L2 · X1 |

| N5 | F12 | C10 | i | mn · n | U21 · n |

| N5 | F12 | C10 | i | mn · n | U21 · n |

| N5 | F12 | C10 | i | mn · n | U21 · n |

| N5 | F12 | C10 | i | mn · n | U21 · n |

| N5 | F12 | C10 | i | mn · n | U21 · n |

| N5 | F12 | C10 | i | mn · n | U21 · n |

| N5 | F12 | C10 | i | mn · n | U21 · n |

| N5 | F12 | C10 | i | mn · n | U21 · n |

| G39 | N5 |

| G39 | N5 |

| i | mn · n | mr | Q1 | V13 · V31 · r | U33 |

| i | mn · n | mr | Q1 | V13 · V31 · r | U33 |

| i | mn · n | mr | Q1 | V13 · V31 · r | U33 |

| i | mn · n | mr | Q1 | V13 · V31 · r | U33 |

| i | mn · n | mr | Q1 | V13 · V31 · r | U33 |

| i | mn · n | mr | Q1 | V13 · V31 · r | U33 |

| i | mn · n | mr | Q1 | V13 · V31 · r | U33 |

| i | mn · n | mr | Q1 | V13 · V31 · r | U33 |

## Datazioni alternative
| Autore        | Anni di regno                                     |
| ------------- | ------------------------------------------------- |
| Aston         | 773 a.C./768 a.C. - 766 a.C./761 a.C.             |
| von Beckerath | 767 a.C. - 755 a.C.                               |
| Grimal        | 764 a.C. - 757 a.C.                               |
| Dodson        | 764 a.C. - 759 a.C.                               |
| Redford       | 750 a.C. - 720 a.C. unito con il regno di Rudamon |